# Nový Jičín horní nádraží
Nový Jičín horní nádraží byla železniční stanice, později dopravna D3, která se nacházela ve východní části Nového Jičína. Jednalo se o koncovou dopravnu trati z Hostašovic (konec trati ležel v km 10,276).

## Historie
Původní název stanice byl Titschein Nord / Jičín severní, od roku 1918 pak existovala jen česká verze Jičín severní, která se však používala jen do roku 1925, kdy se název změnil na Jičín státní nádraží. V letech 1938 až 1945 se používal německý název Neutitschein Süd, v roce 1945 se vrátilo předválečné pojmenování Nový Jičín státní nádraží. Pak ještě v letech 1950 až 1959 existovala verze bez přívlastků Nový Jičín, poté až do konce existence Nový Jičín horní nádraží.

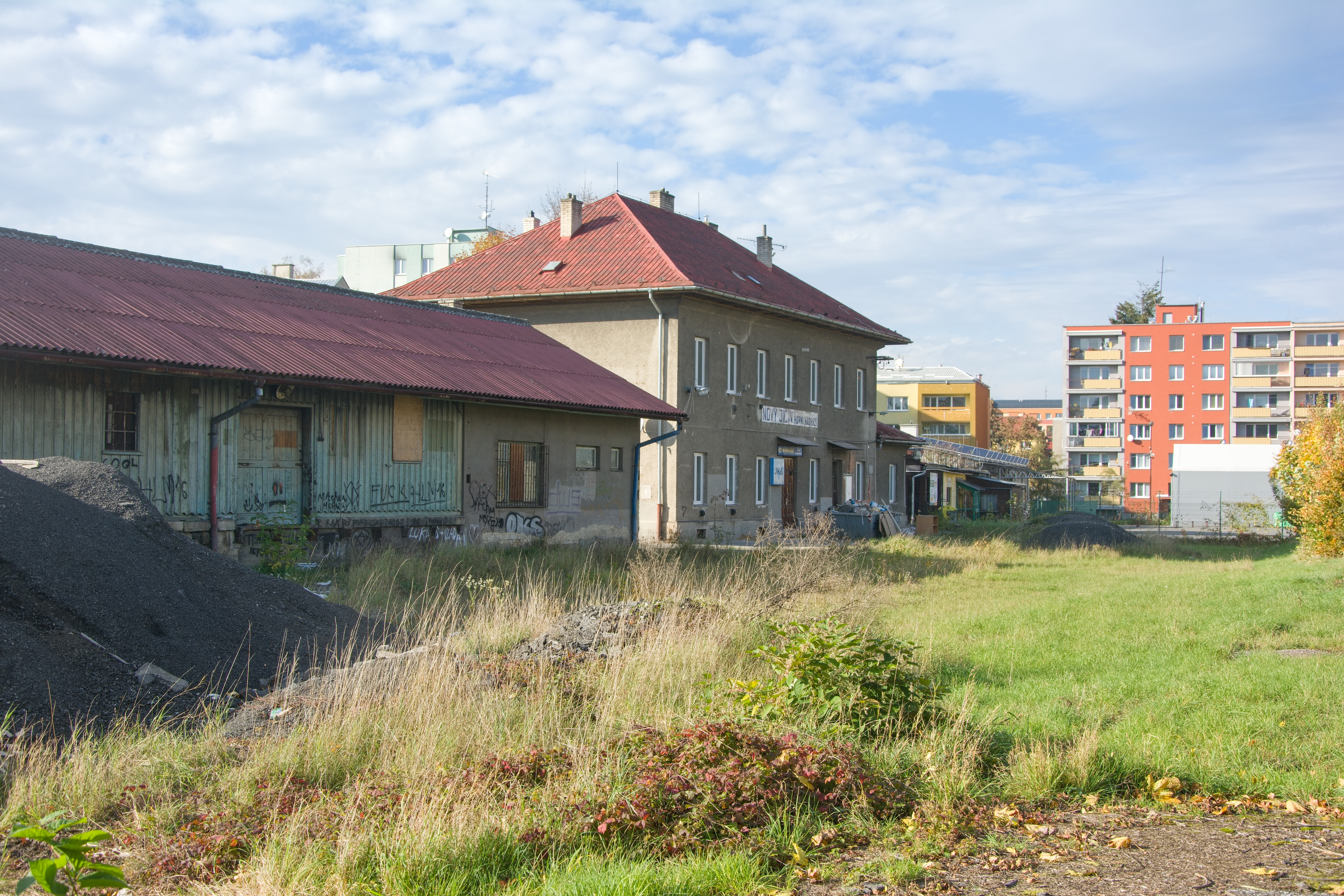
Místo, kde se nacházelo kolejiště dopravny, v roce 2022

Stanice zahájela svůj provoz 1. června 1889, kdy Severní dráha císaře Ferdinanda zprovoznila trať z Hostašovic (tehdy Hotzendorf). Právě název společnosti vedl k označení nádraží jako „severní“, byť se nachází v jižní části města. Vlaky přestaly do stanice nečekaně jezdit v důsledku bleskové povodně dne 24. června 2009, během které byla trať zásadně poškozena. Trať již nebyla opravena a k 12. prosinci 2010 byla trať a tím i dopravna Nový Jičín horní nádraží úředně zrušena.
V roce 2022 město Nový Jičín oznámilo, že v následujících letech hodlá území bývalého kolejiště revitalizovat, měl by na něm vzniknout mj. pumptrack park, parkoviště, nová zeleň aj. Stavba pumptracku byla zahájena v dubnu 2025 demolicí dvou nepoužívaných skladišť v prostoru bývalého nádraží.

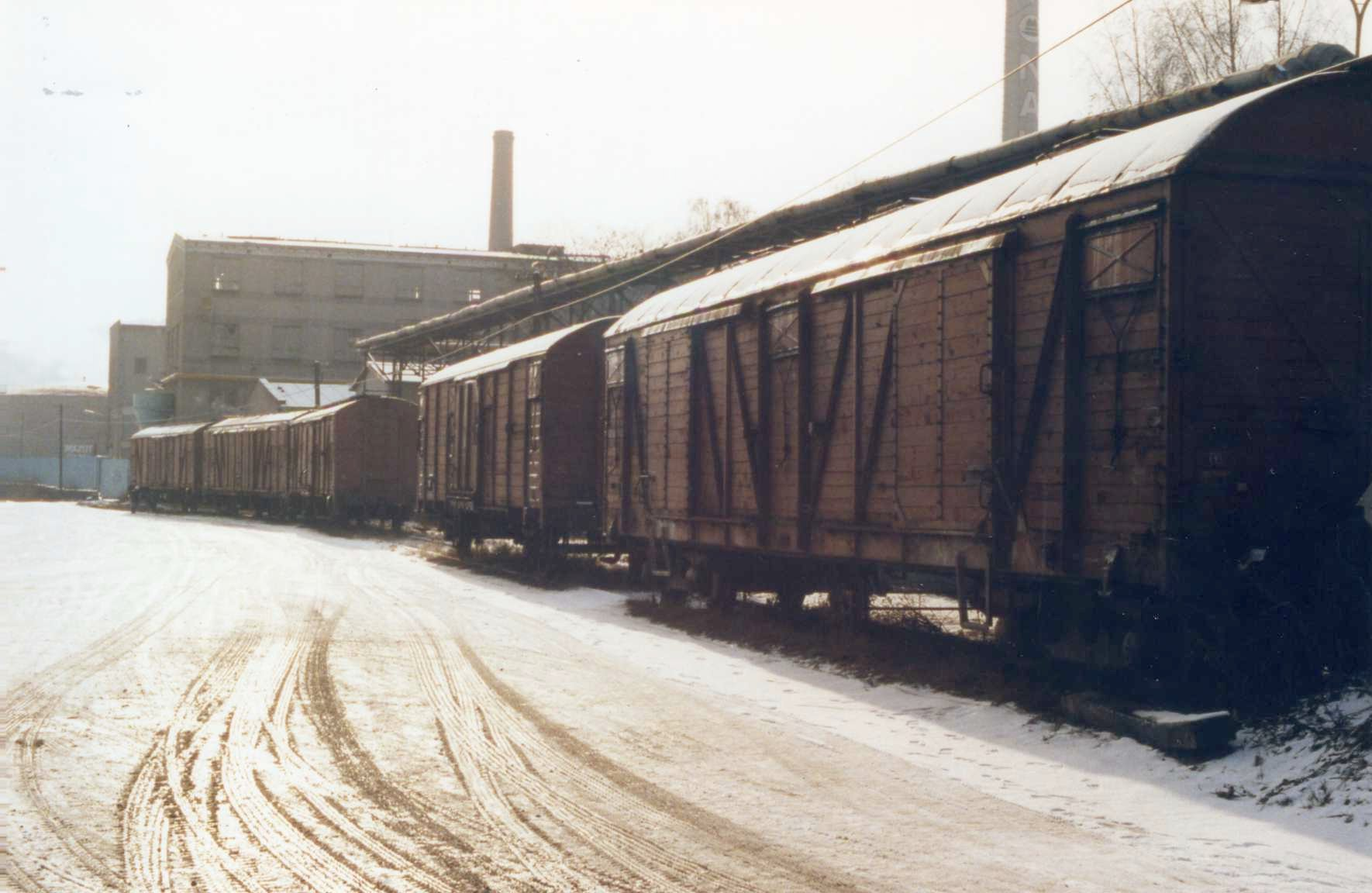
Nákladní vozy na vlečce Tonak v roce 1992

## Popis dopravny
V posledních letech před zastavením provozu měla dopravna celkem tři průběžné koleje, přímo u budovy byla manipulační kolej č. 3, dále dopravní kolej č. 1 (užitečná délka 115 m) s nástupištěm o délce 164 metrů, pak následovala dopravní kolej č. 2 (72 m) s nástupištěm délky 118 m. Kromě toho bylo v dopravně několik kusých kolejí, včetně pokračování 1. koleje s ukončením zarážedlem v km 10,276. Celkem bylo v dopravně sedm ručně přestavovaných výhybek.
Ze strany od sousední dopravny Hostašovice byla dopravna kryta lichoběžníkovou tabulkou umístěnou v km 9,830. Staniční budova ležela v km 10,184. Provoz byl řízen dirigujícím dispečerem z Hostašovic.
Do dopravny byla napojena rovněž vlečka továrny Tonak. Tato vlečka byla hlavním cílem zátěže nákladních vlaků směřujících do stanice.